# Michael Carcelén
Michael Carcelén (n. Ibarra, Ecuador; 13 de abril de 1997) es un futbolista ecuatoriano. Juega de centrocampista y su equipo actual es Aucas de la Serie A de Ecuador.

## Trayectoria
Inició su carrera con el Cuniburo en la Segunda Categoría de Pichincha en el 2015, como delantero. En 2017 jugó para Chivos Fútbol Club también en los torneos provinciales, y también tuvo una prueba con Rosario Central de Argentina en julio de ese año.
De cara a la temporada 2018 se mudó a Cumbayá donde logró figurar en dos ediciones de Segunda Categoría, como titular.
En 2020 pasó directo a la Serie A de Ecuador tras fichar por El Nacional. Hizo su debut profesional el 9 de marzo, comenzando en un empate 1-1 en casa contra el Deportivo Cuenca.
Anotó su primer gol profesional el 9 de diciembre de 2020, marcando el primero de su equipo en el empate 2-2 en casa ante Aucas.
El 13 de enero de 2021, Carcelén se unió al Barcelona Sporting Club de Serie A en un contrato de préstamo por un año. En diciembre, a pesar de no ser un titular habitual, firmó un contrato extendido de cuatro años con el club. En enero de 2023 el club lo transfiere definitivamente a Aucas.
El 12 de enero de 2023 fue anunciado como nuevo fichaje de Sociedad Deportiva Aucas, equipo de Serie A. En julio de 2023 es cedido por seis meses a Emelec.

## Selección nacional
El 23 de octubre de 2021 fue convocado a la selección de Ecuador por el técnico Gustavo Alfaro para un amistoso contra México. Hizo su debut internacional completo cuatro días después, comenzando en la victoria por 3-2 en el Bank of America Stadium en Charlotte, Carolina del Norte.
Carcelén anotó su primer gol internacional el 4 de diciembre de 2021, anotando el primero en un empate amistoso 1-1 contra El Salvador.

### Participaciones en eliminatorias
| Eliminatorias      | Sede            | Resultado   | Partidos | Goles |
| ------------------ | --------------- | ----------- | -------- | ----- |
| Eliminatorias 2022 | América del Sur | Clasificado | 3        | 0     |

### Partidos internacionales
Actualizado al último partido disputado el 24 de marzo de 2022.
| \| N.° \| Fecha \| Ciudad \| Oponente \| Resultado \| Resultado \| Competencia \| \| --- \| ---------------------- \| --------------- \| ----------- \| --------- \| --------- \| ----------------------------------- \| \| 1. \| 27 de octubre de 2021 \| Charlotte \| México \| 3-2 \| Victoria \| Amistoso \| \| 2. \| 4 de diciembre de 2021 \| Houston \| El Salvador \| 1-1 \| Empate \| Amistoso \| \| 3. \| 27 de enero de 2022 \| Quito \| Brasil \| 1-1 \| Empate \| Eliminatorias al Mundial Catar 2022 \| \| 4. \| 1 de febrero de 2022 \| Lima \| Perú \| 1-1 \| Empate \| Eliminatorias al Mundial Catar 2022 \| \| 5. \| 24 de marzo de 2022 \| Ciudad del Este \| Paraguay \| 1-3 \| Derrota \| Eliminatorias al Mundial Catar 2022 \| |                        |                 |             |           |           |                                     |
| N.° | Fecha                  | Ciudad          | Oponente    | Resultado | Resultado | Competencia                         |
| 1. | 27 de octubre de 2021  | Charlotte       | México      | 3-2       | Victoria  | Amistoso                            |
| 2. | 4 de diciembre de 2021 | Houston         | El Salvador | 1-1       | Empate    | Amistoso                            |
| 3. | 27 de enero de 2022    | Quito           | Brasil      | 1-1       | Empate    | Eliminatorias al Mundial Catar 2022 |
| 4. | 1 de febrero de 2022   | Lima            | Perú        | 1-1       | Empate    | Eliminatorias al Mundial Catar 2022 |
| 5. | 24 de marzo de 2022    | Ciudad del Este | Paraguay    | 1-3       | Derrota   | Eliminatorias al Mundial Catar 2022 |

### Goles internacionales
| \| N.° \| Fecha \| Lugar \| Oponente \| Gol \| Resultado \| Resultado \| Competencia \| \| --- \| ---------------------- \| ------------------------------------ \| ----------- \| --- \| --------- \| --------- \| ----------- \| \| 1. \| 4 de diciembre de 2021 \| PNC Stadium, Houston, Estados Unidos \| El Salvador \| 1–0 \| 1–1 \| Empate \| Amistoso \| |                        |                                      |             |     |           |           |             |
| N.° | Fecha                  | Lugar                                | Oponente    | Gol | Resultado | Resultado | Competencia |
| 1. | 4 de diciembre de 2021 | PNC Stadium, Houston, Estados Unidos | El Salvador | 1–0 | 1–1       | Empate    | Amistoso    |

## Estadísticas

### Clubes
Actualizado al último partido disputado el 16 de agosto de 2025.
| Club                      | Temporada     | Liga  | Liga  | Copas nacionales | Copas nacionales | Copas internacionales | Copas internacionales | Total | Total |
| Club                      | Temporada     | Part. | Goles | Part.            | Goles            | Part.                 | Goles                 | Part. | Goles |
| ------------------------- | ------------- | ----- | ----- | ---------------- | ---------------- | --------------------- | --------------------- | ----- | ----- |
| Cuniburo · Ecuador        | 2015          | 15    | 2     | -                | -                | -                     | -                     | 15    | 2     |
| Cuniburo · Ecuador        | Total club    | 15    | 2     | -                | -                | -                     | -                     | 15    | 2     |
| Chivos F. C. · Ecuador    | 2017          | 3     | 1     | -                | -                | -                     | -                     | 3     | 1     |
| Chivos F. C. · Ecuador    | Total club    | 3     | 1     | -                | -                | -                     | -                     | 3     | 1     |
| Cumbayá F. C. · Ecuador   | 2018          | 17    | 4     | -                | -                | -                     | -                     | 17    | 4     |
| Cumbayá F. C. · Ecuador   | 2019          | 19    | 4     | 0                | 0                | -                     | -                     | 19    | 4     |
| Cumbayá F. C. · Ecuador   | Total club    | 36    | 8     | 0                | 0                | -                     | -                     | 36    | 8     |
| El Nacional · Ecuador     | 2020          | 19    | 1     | 0                | 0                | 0                     | 0                     | 19    | 1     |
| El Nacional · Ecuador     | Total club    | 19    | 1     | 0                | 0                | 0                     | 0                     | 19    | 1     |
| Barcelona S. C. · Ecuador | 2021          | 16    | 1     | 2                | 0                | 9                     | 0                     | 27    | 1     |
| Barcelona S. C. · Ecuador | 2022          | 24    | 3     | 0                | 0                | 9                     | 1                     | 33    | 4     |
| Barcelona S. C. · Ecuador | Total club    | 40    | 4     | 2                | 0                | 18                    | 1                     | 60    | 5     |
| Aucas · Ecuador           | 2023          | 10    | 1     | 0                | 0                | 5                     | 0                     | 15    | 1     |
| Emelec · Ecuador          | 2023          | 5     | 0     | 0                | 0                | 2                     | 0                     | 7     | 0     |
| Emelec · Ecuador          | Total club    | 5     | 0     | 0                | 0                | 2                     | 0                     | 7     | 0     |
| Aucas · Ecuador           | 2024          | 27    | 2     | 2                | 0                | 2                     | 0                     | 31    | 2     |
| Aucas · Ecuador           | 2025          | 20    | 8     | 1                | 0                | 1                     | 0                     | 22    | 8     |
| Aucas · Ecuador           | Total club    | 57    | 11    | 3                | 0                | 8                     | 0                     | 68    | 11    |
| Total carrera             | Total carrera | 175   | 27    | 5                | 0                | 28                    | 1                     | 208   | 28    |
| 1. 2.                     |               |       |       |                  |                  |                       |                       |       |       |